# Прюмцурлай
Прюмцурлай (нім. Prümzurlay) — громада в Німеччині, розташована в землі Рейнланд-Пфальц. Входить до складу району Бітбург-Прюм. Складова частина об'єднання громад Зюдайфель.
Площа — 3,83 км2. Населення становить 576 ос. (станом на 31 грудня 2020).

## Галерея

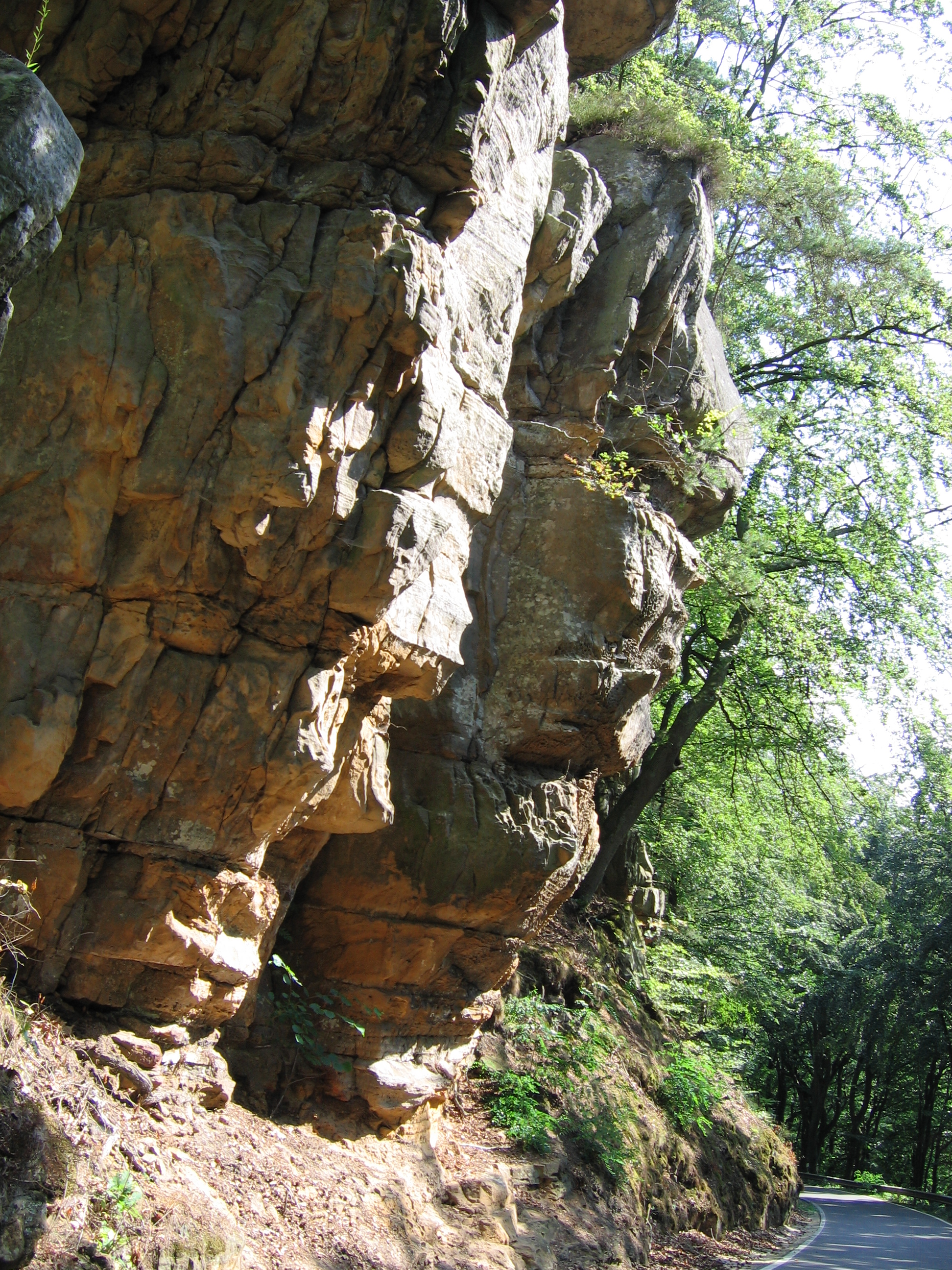
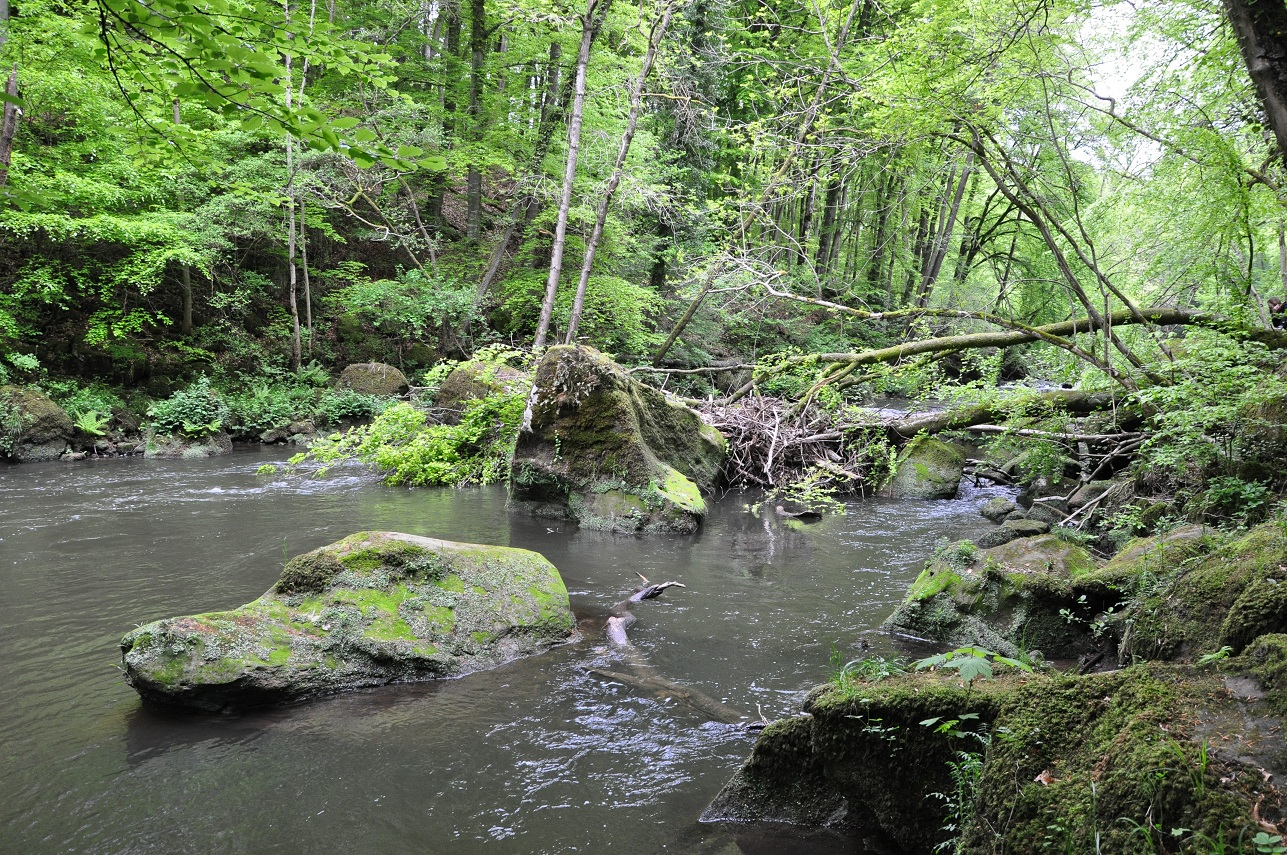